# Ресурси і запаси мангану
Ресурси і запаси мангану (рос. ресурсы и запасы марганца, англ. manganese resources and reserves, нім. Ressourcen f pl und Vorräte m pl an Mangan) – 

## Загальна характеристика
Виявлені ресурси манганових руд у надрах 56 країн світу оцінені в 21270 млн т. З них 67,4% знаходиться в Африці (14330 млн т), 16,2% – в Європі (3440 млн т), 7,8% – в Азії (1650 млн т), 5,6% – в Америці (1200 млн т), 3% – в Австралії і Океанії (650 млн т). Найбільшими ресурсами володіють ПАР – 13600 млн т (63,9% світових), Україна – 2500 млн т (11,8%), Австралія – 630 млн т (3%), Ґабон – 500 млн т (2,4%), Казахстан – бл. 500 млн т (2,4%), Бразилія – 420 млн т (2%).
Перспективними вважаються території Австралії, Аргентини, Болівії, Бразилії, Ботсвани, Буркіна-Фасо, Ґабону, Демократичної Республіки Конго, Індії, Ірану, Марокко, Перу, Туреччини, Чилі. Сумарні прогнозні ресурси цих країн оцінюються в 2500 млн т. Значна кількість прогнозних ресурсів пов’язана зі скупченнями кобальт-манганових кірок (КМК) і залізо-марганцевих конкрецій (ЗМК) на дні Тихого, Індійського і, в меншій мірі, Атлантичного океанів. Прогнозні ресурси марганцевих руд Світового океану приблизно в 4 рази перевищують прогнозні ресурси континентів.
Загальні запаси марганцевих руд у 56 країнах світу на 1998 рік, становили 8,8 млрд т, в тому числі підтверджені – 3,6 млрд т.
Манганова сировина добувається на родовищах трьох геолого-промислових типів: 
1. стратиформні родовища оксидних залізомарганцевих і марганцевих, карбонатних марганцевих і змішаних (оксидно-карбонатних) руд в теригенних, карбонатно-теригенних і карбонатних породах;
2. латеритних родовищ кір вивітрювання докембрійських метаморфічних порід;
3. гідротермальних родовищ.

До 90% світових підтверджених запасів мангану укладено в стратиформних родовищах (ПАР, Ґабон, Україна, Болгарія, Казахстан, Грузія, Китай, Мексика, Болівія, Австралія, Росія), близько 8% припадає на кори вивітрювання (Ґана, Кот-д’Івуар, Буркіна-Фасо, Малі, Індія, Бразилія) і 2% – на дрібні родовища гідротермального типу (Аргентина, Болівія, Марокко, Алжир, Єгипет).
Головними власниками запасів мангану є 10 країн, надра яких укладають близько 90% світових підтверджених запасів: ПАР, Україна (сумарно 47% світових), Казахстан, Ґабон, Грузія, Австралія, Бразилія, Китай, Болгарія, Індія. Запаси кожної їх цих країн перевищують 100 млн т. 
Високосортними рудами володіють ПАР, Ґабон, Австралія і Бразилія, в інших країнах руди середньої і низької якості.

## По країнах
У ПАР основні запаси (бл. 95%) знаходяться в межах марганцеворудного басейну Калахарі і пов’язані з нижньопротерозойським комплексом карбонатно-теригенних відкладів. Рудна товща включає три витриманих пласти залізо-марганцевих руд сумарною потужністю 20–50 м, що простежуються на декілька кілометрів; глибина залягання досягає 400–500 м. Вміст марганцю 38-48%, заліза – 4-20%, кремнезему – до 5%, фосфору – незначна кількість. Всі родовища, крім Маматван, розробляються підземним способом.
Запаси України сконцентровані в єдиному марганцеворудному басейні, що включає Нікопольське (33% розвіданих запасів країни) та Великотокмацьке (67%) родовища. Рудний пласт середньою потужністю близько 2 м залягає в основі олігоценової товщі на глибині 10–100 м і являє собою теригенну пачку з включеннями конкрецій, пізолітів, оолітів, прошарків рудної речовини. 
За обсягами розвіданих запасів та видобутку марганцевих руд Україна посідає перше місце серед країн СНД (75 відсотків запасів і 86 відсотків видобутку) і провідне у світі. Забезпеченість запасами окремих шахт та кар’єрів становить від 1 до 40 років. Станом на 2006 р., розвідані та підготовлені до розвідки запаси марганцевих руд України (Нікопольський басейн та Великотокмацьке родовище) становлять 2,26 млрд т із середнім вмістом марганцю у них 23,1%. 
Виділяють три типи руд: карбонатні (77% запасів України при середньому вмісті марганцю 21,9%, переважна їх частина – у Великотокмацькому родовищі), оксидні (15% запасів країни при вмісті манґану 28,6%) переважають на Нікопольському родовищі) і змішані (8% запасів при середньому вмісті 25%). Руди фосфористі (в середньому 0,25%). Багаті (28,6 відсотка манґану) і легко збагачувані оксидні руди становлять лише незначну частину (15,2%) – 0,33 млрд тонн, бідніші (21,9% манґану) і важкозбагачувані карбонатні руди переважають (77,3% запасів) – 1,76 млрд т. Розробка родовищ здійснюється відкритим і підземним способами. На часі дорозвідка перспективних на окисні руди окремих ділянок родовищ, а також проведення геолого-економічної переоцінки марганцевих родовищ з урахуванням умов ринкової економіки. 
У Казахстані головні родовища розташовані в Джезказганській області. Рудні поклади протяжністю від сотень метрів до декількох кілометрів приурочені до девонських кременисто-карбонатних відкладів, являють собою чергування пластів марганцевого залізняку і кременистих порід і мають потужність до 25 м. Середній вміст марганцю змінюється від 11,2% в залізо-марганцевих рудах до 44,3% в пероксидних. Для всіх типів руд характерний низький вміст фосфору (0,02-0,08%) і сірки (0,1-0,3%). Присутнє залізо в кількості від 2,1 до 12,4% і кремнезем – 14-18%. Близько 70% підтверджених запасів країни припадає на карбонатно-силікатно-оксидні руди, 21% – на оксидні, залізо-марганцеві – 5%, оксидно-карбонатні – 2,6%, окиснені – 1,5%. На всіх казахстанських родовищах, крім Західного Каражалу, видобуток ведеться відкритим способом. Збагачуються руди простими гравітаційними методами.
Запаси Ґабону зосереджені на родовищі Моанда. Основний продуктивний пласт залягає на глибині 15–45 м, має потужність 3–6 м і складається з уламків зерен і оолітів піролюзиту, псиломелану, манганіту в охристій основній масі. Середній вміст марганцю в рудах 48%, сірки – 0,03-0,09%, фосфору – 0,04-0,13%, SiO2 – 3-4%. Руди використовуються без збагачення. Розробка здійснюється відкритим способом.
У Грузії понад 90% запасів марганцю зосереджено в Чіатурському родовищі в олігоценовій осадовій товщі. Марганценосний горизонт залягає на глибині від 10 до 100–150 м. Потужність промислової пачки близько 5 м. Переважають карбонатні руди (близько 47%) зі середнім вмістом марганцю 16,5%. Змішані руди становлять 11,6% запасів родовища (при середньому вмісті марганцю 20,9%); оксидні легкозбагачувані – бл. 28% (26,4% Mn), в т.ч. пероксидні 2,4% (38,5% Mn); важкозбагачувані оксидні (“мцварі”) – 0,3% (24,3% Mn); окиснені – 13,6% (21,3% Mn). Видобуток руд проводиться і підземним, і відкритим способами.
У Австралії основні запаси пов’язані з рудами родовища Грут-Айленд, що залягають в середньопротерозойських теригенних утвореннях на глибині 0–30 м. Рудний пласт середньою потужністю 3–4 м складений оолітами, пізолітами оксидів марганцю (криптомелан, піролюзит) в піщано-глинистій масі. Співвідношення руда : пуста порода коливається від 1 : 1 до 9 : 1. У підошві пласта зустрічаються залізисті руди. Вміст марганцю 37-52% (середній 41%), заліза – 2-11,5%; кремнезему – 3-13%; фосфору – 0,07-0,09%; сірки – 0,07-0,08%. Руди легко збагачуються. Розробка родовищ ведеться відкритим способом. 
У Бразилії основою рудної бази є родовища Урукум (шт. Мату-Гросу-ду-Сул, регіон Корумба) з підтвердженими запасами 15,8 млн т, Азул і Бурітірама (шт. Пара, район хр. Каражас) – 10 млн т, Серра-ду-Навіу (федеральна територія Амапа) – 5,8 млн т, Мігель-Конгу в районі “Залізорудного чотирикутника” і інші родовища в штаті Мінас-Жерайс, а також ряд дрібніших об’єктів у докембрійських метаморфічних товщах. Розробка родовищ здійснюється відкритим способом, збагачення – гравітаційними методами.
Китай має велику кількість дрібних родовищ марганцю, виявлених у багатьох провінціях країни. Найзначнішу роль відіграють родовища Гуансі-Чжуанського автономного району (37% підтверджених запасів), провінцій Хунань (17%), Гуйчжоу (15%), а також Ляонін, Сичуань і Юньнань. Вік марганцевоносних комплексів – від верхньопротерозойських до тріасового і четвертинного. Більшість запасів (70%) представлена низькосортними і важкозбагачуваними карбонатними рудами. Вміст марганцю в первинних оксидних рудах становить 22%, на ділянках повторного збагачення – до 43-47%. Вміст кремнезему 8-12%. Збагачення проводиться за простими технологічними схемами, розробка відкрита.
У Болгарії знаходиться одне з найбільших марганцевих родовищ в Європі – Оброчиште. Руди родовища карбонатні, важкозбагачувані (20-25% Mn). Родовище експлуатується підземним способом. 